# 디에고 노바레티
디에고 마르틴 노바레티(스페인어: Diego Martín Novaretti, 1985년 5월 9일 ~ )는 CA 벨그라노에서 뛰는 아르헨티나 축구 선수다.